# Francisco Pérez de Nájera
Francisco Pérez de Nájera (ur. 1519 w Ledesmie, zm. 1623 w Valladolid) – hiszpański duchowny katolicki.

## Życiorys
Urodził się w Ledesmie. O jego życiu, poza pozostawionymi przezeń publikacjami, wiadomo niewiele. Wstąpił do zakonu jezuitów, przejawiał szczególne zainteresowanie kwestiami związanymi z edukacją. W 1613 w Valladolid z jego inicjatywy powstała szkoła przeznaczona dla dzieci z ubogich rodzin. Dożył sędziwego wieku – zmarł w wieku stu czterech lat w Valladolid.
Pozostawił po sobie jedno skromnych rozmiarów dzieło napisane po łacinie, De liberatione pignorum animae in omni statu. Pamiętany jest jednak przede wszystkim dzięki traktatowi poświęconemu ortografii języka hiszpańskiego, Orthographía castellana dividida en primera, y segunda parte a modo de diálogo entre dos niños de la escuela. Para que la vayan copiando con su mano, y tomándola de memoria juntamente, porque con este exercicio se hallen, quando salgan de la escuela, enseñados en la cosa de más importancia que tiene el escreuir. Compuesta y recopilada de diversos autores [...]. Dirigida a los mesmos maestros y a sus discípulos. Manuskrypt tej książki, wydanej w 1604, przechowywany jest w hiszpańskiej Bibliotece Narodowej. Pozostaje ona pod wpływem Juana Lópeza de Velasco, kapelana króla Filipa II oraz jednego z najbardziej wpływowych wczesnych autorów dążących do ujednolicenia ortografii hiszpańskiej. Pérez de Nájera podkreśla w niej między innymi konieczność przekazania uczniom właściwej wymowy, tak by mogli w przyszłości unikać błędów w pisowni. 
Publikacja Pérez de Nájery wywarła widoczny wpływ na niektórych późniejszych teoretyków ortografii hiszpańskiej. Abraham de Fonseca oparł na niej swoje wydane w 1663 w Amsterdamie dzieło Orthographía castellana... a modo de diálogo entre dos niños de la escuela, jeden z rozdziałów przepisując w zasadzie w całości od Nájery.